# Скарв

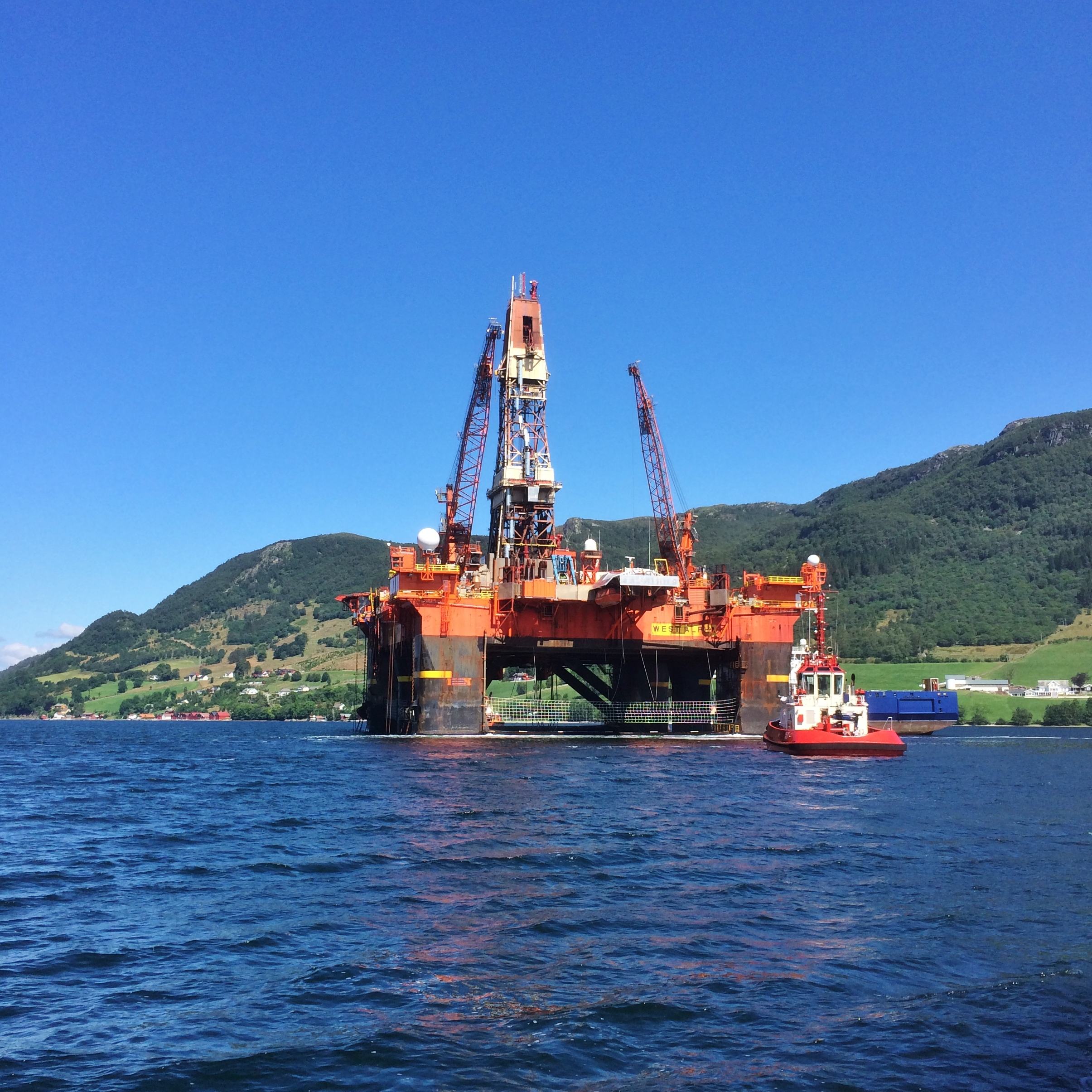
Напівзанурена бурова установка West Alpha, яка в 2002 році спорудила оцінну свердловину на покладі Скарв

Скарв — офшорне газонафтове родовище в Норвезькому морі, виявлене між родовищами Гейдрун (45 км на південь) та Норне (за 35 км північніше).

## Опис
Родовище відкрили як два окремі об'єкти Скарв та Ідун. Перший, розташований в районі з глибиною моря від 250 до 450 метрів, виявили у 1997-му внаслідок спорудження напівзануреною установкою Maersk Jutlander розвідувальної свердловини завдовжки 4224 метри, яка виявила поклади вуглеводнів у формації юрського періоду. За п'ять років розміри відкриття підтвердили за допомогою оцінної свердловини завдовжки 3950 метрів, пробуреної іншою напівзануреною установкою West Alpha. На два роки пізніше від Скарв відкрили Ідун, розташований в районі з глибиною моря від 350 до 450 метрів. Тут розвідувальну свердловину завдовжки 3830 метрів, яка досягла газонасичених пісковиків у так само юрських відкладеннях, споруджувало судно Byford Dolphin. За цим спорудили ще дві оцінні свердловини.
У підсумку обидва об'єкти, відкриті BP та Statoil, вирішили розробляти за спільним проєктом як родовище Скарв. Його первісні видобувні запаси оцінюються у 70,3 млрд м3 газу, 7,9 млн тонн зріджених вуглеводневих газів та 24,4 млн м3 нафти.

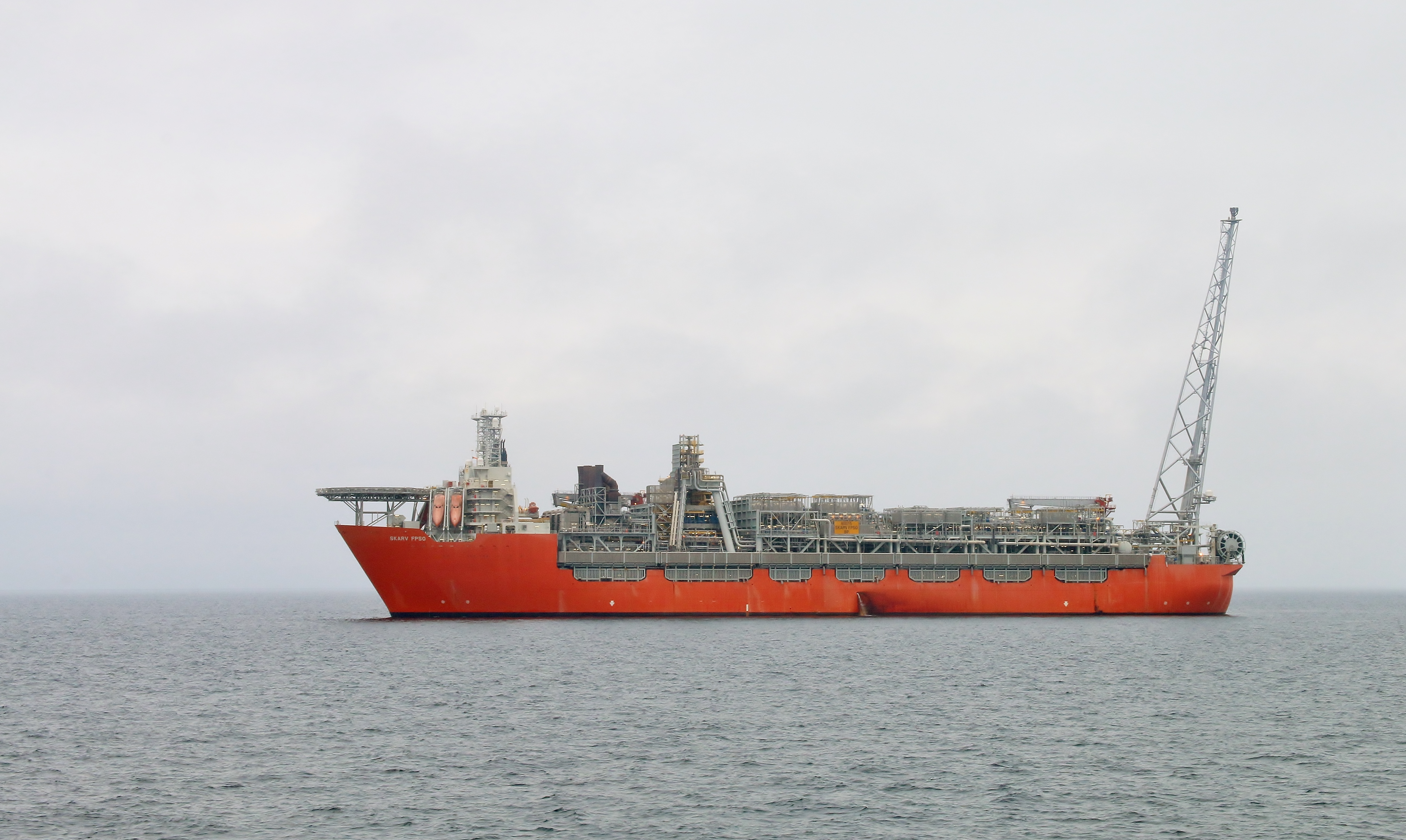
Плавуча установка FPSO Skarv

План освоєння Скарв потребував 16 свердловин, для буріння яких залучили установки Borgland Dolphin та Polar Pioneer (перша стала до роботи у 2009-му, тоді як друга працювала й далі після початку видобутку, який стартував у 2011-му). За допомогою з'єднувальних трубопроводів та райзерів (висхідні лінії від підводного облаштування) свердловини під'єднали до плавучої установки з підготовки, зберігання та відвантаження нафти FPSO Skarv, котра мала потужність з прийому 85 тисяч барелів рідких вуглеводнів та 19 млн м3 газу на добу. Ємність судна дозволяє зберігати 875 тисяч барелів, котрі надалі вивозяться човниковими (shuttle) танкерами. Газ спрямовується через трубопровід завдовжки 80 км до експортної системи родовища Асгард.
З'єднувальні трубопроводи мають загальну довжину 42 км та виконані в діаметрах 300 мм (35 км для подачі продукції) та 250 мм (7 км ліній для нагнітання газу з метою організації газліфту). Одна з ліній завдовжки 13 км до покладу Ідун потребувала прокладання у зв'язці з електронагрівальним кабелем, котрий повинен попереджувати гідратоутворення в умовах низьких температур.
Для здійснення робіт з підводного облаштування Скарв залучили компанію Subsea 7, котра зокрема використовувала свої трубоукладальні судна Seven Seas та Skandi Navica. Окрім них, на проєкті працювали й інші судна компанії — глибоководні будівельні Skandi Seven, Seven Sisters, Normand Mermaid, судно водолазної підтримки Toisa Polaris, судна для внутрішньосвердловинних операцій Acergy Petrel та Seisranger, а також ще два трубоукладальних Skandi Acergy та Subsea Viking.
Станом на 2017 рік з Скарв видобули 18,7 млрд м3 газу, 2,1 млн тонн зріджених вуглеводневих газів та 12,5 млн м3 нафти.